# William Cochran (físico)
William Cochran (30 de julho de 1922 — 28 de agosto de 2003) foi um físico escocês.